# Rayman Raving Rabbids TV Party
Rayman Raving Rabbids TV Party é um jogo de video game desenvolvido pela Ubisoft. Um trailer do jogo foi primeiramente lançado em 29 de abril de 2008, mostrando um Rabbid mexendo em um Wii Balance Board,indicando a forma que o jogador iria utilizar o aparelho, e ainda como sendo um jogo exclusivo para consoles da Nintendo. 
Nessa versão, os Rabbids se apossaram da TV de Rayman e monopolizam as transmissões durante a semana inteira.  Cada dia da semana possui diferentes minigames, e alguns deles podem fazer o uso do Wii Balance Board. Todos os minigames são sátiras de gêneros televisivos, ou até mesmo de programas específicos, abusando de sua temática e personagens segundo a ótica peculiar dos Rabbids. "Anúncios" estão presentes na forma de microgames, com poucos segundos de duração,que fornecem bônus ou alteram o jogador que escolhe o próximo mini-game no Party Mode.

## Lista de Minigames por Canal

### Cult Movies
- Attack of the Zomibids
- Star Worse
- SOS Red Planet
- Rabzilla
- SOS red Planet 2
- Dawn of the Rabbids
- Outofcontrolibles

### Shake It TV
- Soul Bossa Nova
- ABC
- Wake Me Up

### Groove ON
- Another One Bites the Dust
- Ladies Night
- Toxic
- Born to be Wild
- You know I'm no Good
- Heaven must be missing an Angel
- Open Book

### X-TRM Sports
- Rabbid Wresling
- Rabbidass
- Mt.Breakbutt
- Mt.KIlamatushy

## Ligações Externas
- Site Oficial (em inglês)
- Ficha do jogo no IGN(em inglês)
- Ficha do jogo no GameStart